# Чапля білочерева
Чапля білочерева (Ardea insignis) — вид прибережних птахів родини чаплевих (Ardeidae).

## Поширення та чисельність
Один з найрідкісніших птахів у світі. Гніздиться у передгір'ї Гімалаїв на сході Індії та у Бутані. Вид зник у Непалі та Бангладеш, як залітний спостерігався на півночі М'янми.
За оцінками МСОП світова популяція виду становить лише близько 250 особин, з них 50 особин в Індії, решта в Бутані. Чисельність зменшується.

## Опис
Велика темно-сіра чапля з довгою шиєю. Верхівка темна. У шлюбному вбранні пір'я на потилиці сірувато-біле та сіре з білим центром на грудях. Дзьоб чорний, біля основи і кінчика зеленуватий. Підборіддя і центральна частина нижньої сторони тіла білі, сильно контрастує зі спиною темно-сірого кольору. Ноги чорнуваті зі схожою на луску текстурою на предплюсні. Крижі мають блідо-сірий відтінок. Чапля заввишки 127 см, що робить її другою за величиною після чаплі-велетня.